# Musá Mogushkov
Musá Jozh-Ajmátovich Mogushkov –en ruso, Муса Хож-Ахматович Могушков– (Nazrán, 6 de febrero de 1988) es un deportista ruso, de origen ingusetio, que compite en judo.
Ganó dos medallas de bronce en el Campeonato Mundial de Judo, en los años 2011 y 2014, dos medallas en el Campeonato Europeo de Judo, plata en 2017 y bronce en 2021, y una medalla de bronce en el Campeonato Europeo de Judo por Equipo Mixto de 2018.
En los Juegos Europeos de Minsk 2019 consiguió una medalla de oro en la prueba de equipo mixto.

## Palmarés internacional
| Campeonato Mundial                  | Campeonato Mundial    | Campeonato Mundial | Campeonato Mundial |
| Año                                 | Lugar                 | Medalla            | Categoría          |
| ----------------------------------- | --------------------- | ------------------ | ------------------ |
| 2011                                | París (Francia)       | Medalla de bronce  | –66 kg             |
| 2014                                | Cheliábinsk (Rusia)   | Medalla de bronce  | –73 kg             |
| Juegos Europeos                     |                       |                    |                    |
| Año                                 | Lugar                 | Medalla            | Categoría          |
| 2019                                | Minsk (Bielorrusia)   | Medalla de oro     | Equipo mixto       |
| Campeonato Europeo                  |                       |                    |                    |
| Año                                 | Lugar                 | Medalla            | Categoría          |
| 2017                                | Varsovia (Polonia)    | Medalla de plata   | –73 kg             |
| 2021                                | Lisboa (Portugal)     | Medalla de bronce  | –73 kg             |
| Campeonato Europeo por Equipo Mixto |                       |                    |                    |
| Año                                 | Lugar                 | Medalla            | Categoría          |
| 2018                                | Ekaterimburgo (Rusia) | Medalla de bronce  | Equipo mixto       |